# Mewtwo
Mewtwo (Mew2) este un Pokemon legendar, cunoscut și ca Pokemon-ul genetic. În Pokemon X și Y el are două mega evoluții: Mega Mewtwo X și Mega Mewtwo Y. Mewtwo apare în filmul Pokemon: The First Movie: Mewtwo Strikes Back. El este creat de oameni din ADN-ul lui Mew. Mewtwo avea o dorință de a distruge lumea oamenilor. Din această cauză intră în conflict cu Mew. În serialul TV Pokemon Origins, Red este un tânăr trainer, a reușit să îl captureze cu ajutorul lui Mega Charizard X (fost Charmander - primul lui pokemon). În prezent Mewtwo este cu Red, care îl cauta pe Mew. Mewtwo este un Pokemon de tip psihic, care și-a făcut debutul în jocurile video Pokemon Red and Green pentru Game Boy, o consolă portabilă realizată de compania japoneză de console și jocuri video Nintendo.
Mewtwo este de asemenea un personaj care poate fi folosit de către jucători în jocul Super Smash Bros. Ultimate, pentru consola Nintendo Switch.